# Johanna Brandt (Archäologin)
Hertha Johanna Brandt (* als Hertha Johanna Peters am 9. Juni 1922; † 10. Februar 1996) war eine deutsche Vor- und Frühgeschichtliche Archäologin.

## Leben
Johanna Peters studierte Ur- und Frühgeschichte an den Universitäten Marburg und Kiel. In Kiel wurde sie im März 1952 mit einer Arbeit zum Thema Die vor- und nachchristliche Eisenzeit auf den nordfriesischen Inseln bei Ernst Sprockhoff promoviert. Sie heiratete den Archäologen Karl Heinz Brandt, der ein Jahr später als sie ebenfalls bei Sprockhoff in Kiel promoviert wurde. Nachdem ihr Mann 1954 Abteilungsleiter am Focke-Museum in Bremen geworden war, folgte ihm Brandt und bekam in der Zeit drei Kinder mit ihm. In dieser Zeit widmete sie sich der Erforschung des Urnengräberfeldes ihres Heimatortes Preetz. 1963 wurde die Ehe geschieden und sie übersiedelte ins Rheinland, wo sie sich von 1965 bis in die 1980er Jahre an der archäologischen Landesaufnahme beteiligte. Einen Schwerpunkt ihrer Arbeit hatte sie auf dem Rhein-Kreis Neuss, etwa von 1965 bis 1972 in Rommerskirchen. Nachdem sie wieder nach Preetz zurückgekehrt war, widmete sie sich dem Aufbau des Heimatmuseums Preetz, das 1993 eröffnet werden konnte.
Kurz nach Brandts Tod wurde in Preetz die Dr.-Johanna-Brandt-Gesellschaft gegründet. Zudem wurde im Ort der Johanna-Brandt-Weg nach ihr benannt.

## Publikationen (Auswahl)
- Die vor- und nachchristliche Eisenzeit auf den nordfriesischen Inseln. Dissertation Universität Kiel 1951 (maschinenschriftlich, nicht gedruckt).
- Kreisgräben in vorgeschichtlichen Grabhügeln – auch in Schleswig-Holstein. In: Die Heimat. Monatsschrift des Vereins zur Pflege der Natur- und Landeskunde in Schleswig-Holstein. Bd. 62 (1955), Nr. 1, Januar, S. 14–16 (Digitalisat).
- Das Urnengräberfeld von Preetz in Holstein (2. bis 4. Jahrhundert nach Christi Geburt)(= Offa-Bücher, Neue Folge, Band 16).  Wachholtz, Neumünster 1960.
- Kreis Neuss (= Archäologische Funde und Denkmäler des Rheinlandes, Band 4). Rheinland-Verlag/Habelt, Köln/Bonn 1982, ISBN 3-7927-0312-2.